# Internazionali di Francia 1966
Gli Internazionali di Francia 1966 (conosciuti oggi come Open di Francia o Roland Garros) sono stati la 65ª edizione degli Internazionali di Francia di tennis. Si sono svolti sui campi in terra rossa dello Stade Roland Garros di Parigi in Francia.
Il singolare maschile è stato vinto da Tony Roche, che si è imposto su István Gulyás in tre set col punteggio di 6–1, 6–4, 7–5. Il singolare femminile è stato vinto da Ann Haydon-Jones, che ha battuto Nancy Richey. Nel doppio maschile si sono imposti Clark Graebner e Dennis Ralston. Nel doppio femminile hanno trionfato Margaret Smith Court e Judy Tegart Dalton. Nel doppio misto la vittoria è andata a Annette Van Zyl in coppia con Frew McMillan.

## Seniors

### Singolare maschile
Tony Roche ha battuto in finale  István Gulyás con il punteggio di 6–1, 6–4, 7–5.

### Singolare femminile
Ann Haydon-Jones ha battuto in finale  Nancy Richey con il punteggio di 6–3, 6–1.

### Doppio maschile
Clark Graebner /  Dennis Ralston hanno battuto in finale  Ilie Năstase /  Ion Țiriac con il punteggio di 6–3, 6–3, 6–0.

### Doppio Femminile
Margaret Smith Court /  Judy Tegart Dalton hanno battuto in finale  Jill Blackman /  Fay Toyne con il punteggio di 4–6, 6–1, 6–1.

### Doppio Misto
Annette Van Zyl /  Frew McMillan hanno battuto in finale  Ann Haydon Jones /  Clark Graebner con il punteggio di 1–6, 6–3, 6–2.